# As myśliwski

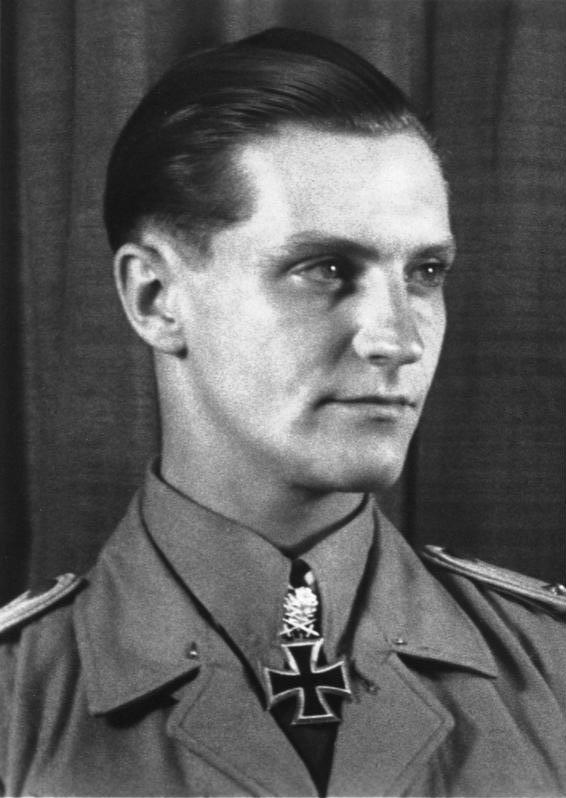
Hans-Joachim Marseille (158)

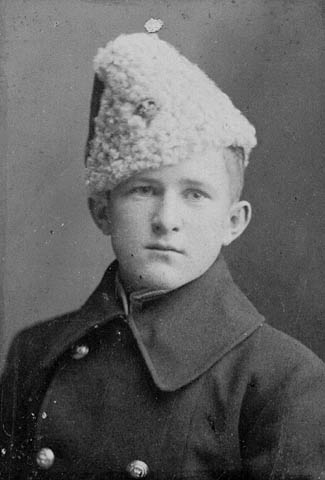
Billy Bishop (72)

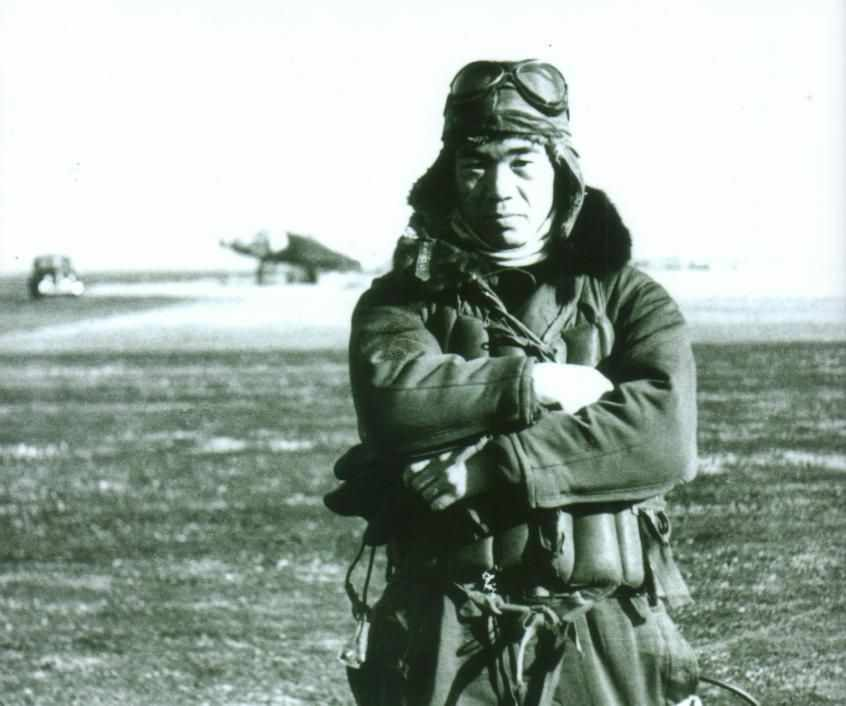
Saburō Sakai (64)

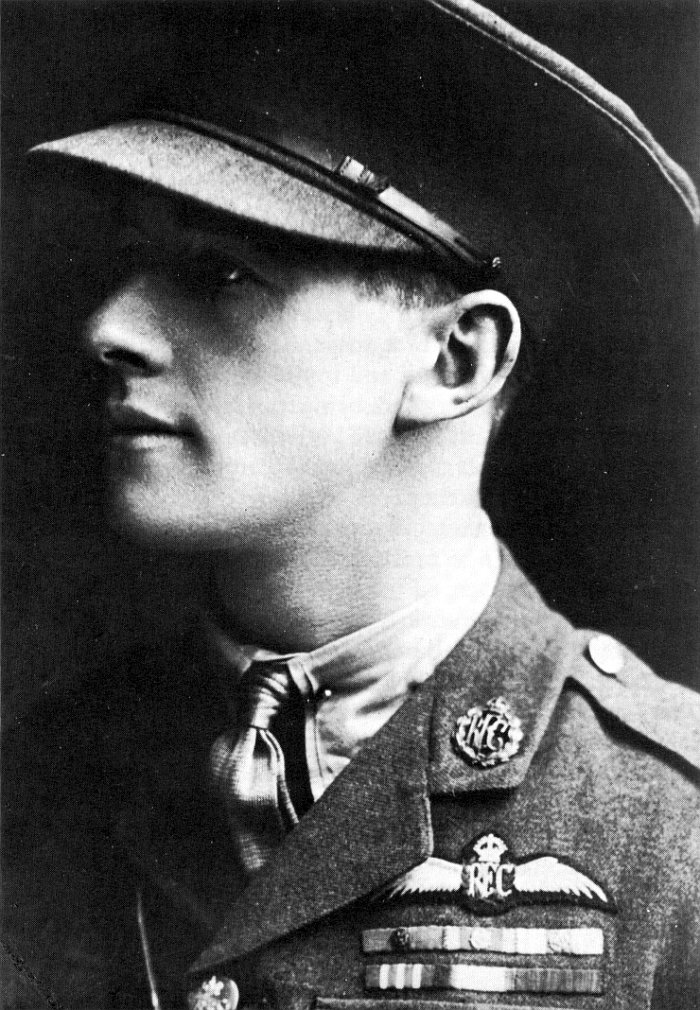
James McCudden (57)

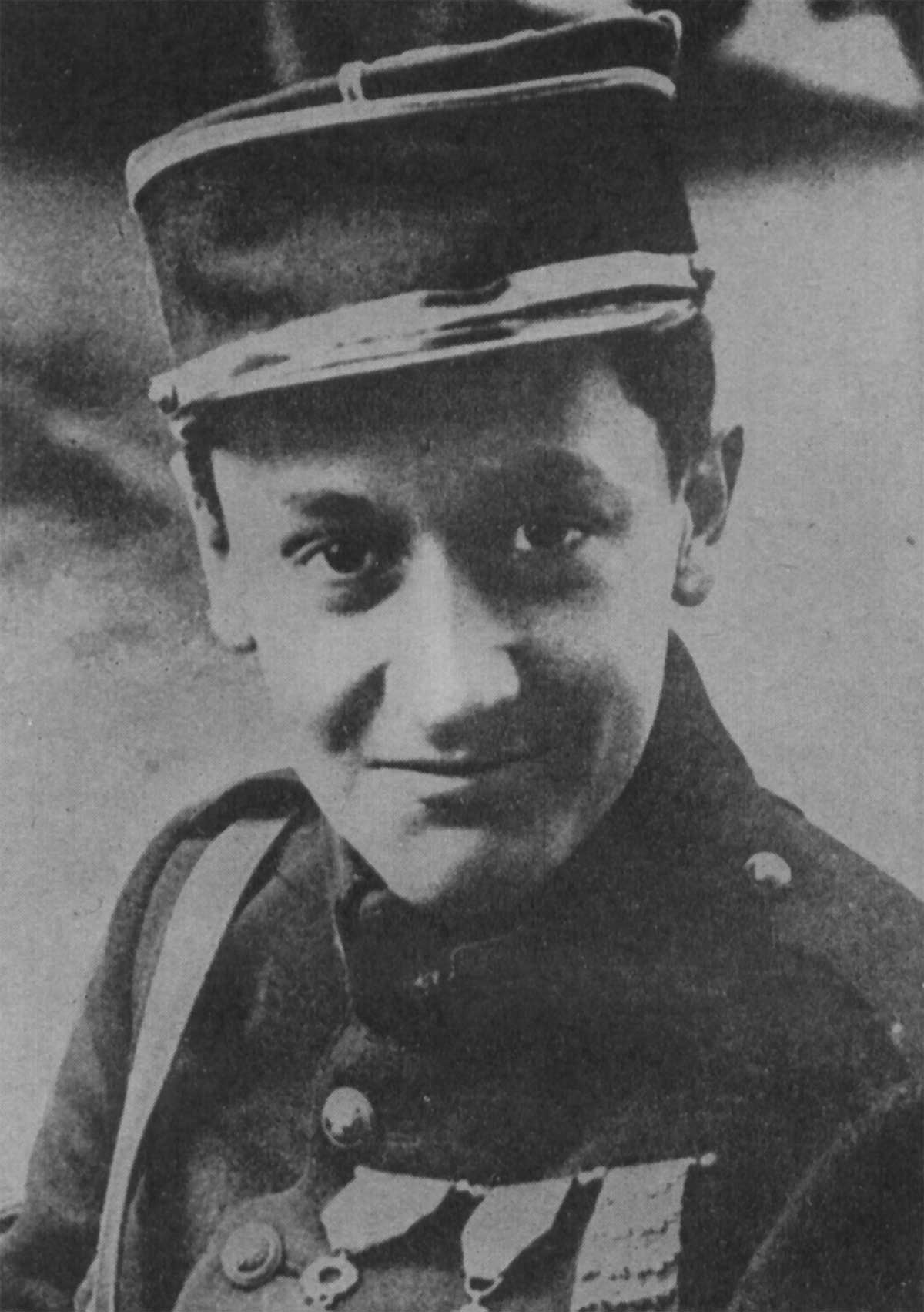
Georges Guynemer (53)

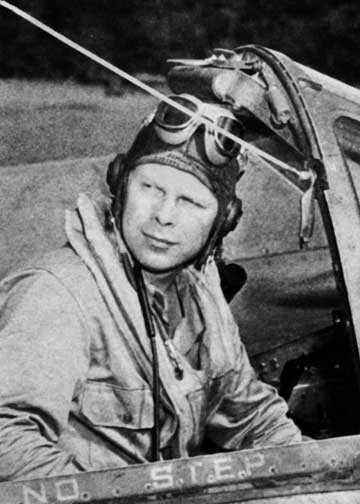
Richard Bong (40)

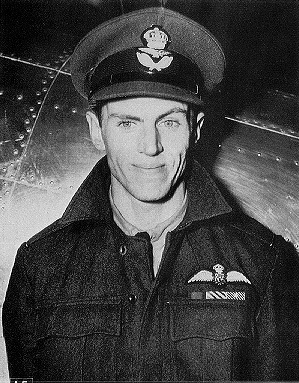
George Beurling (31 1/3)

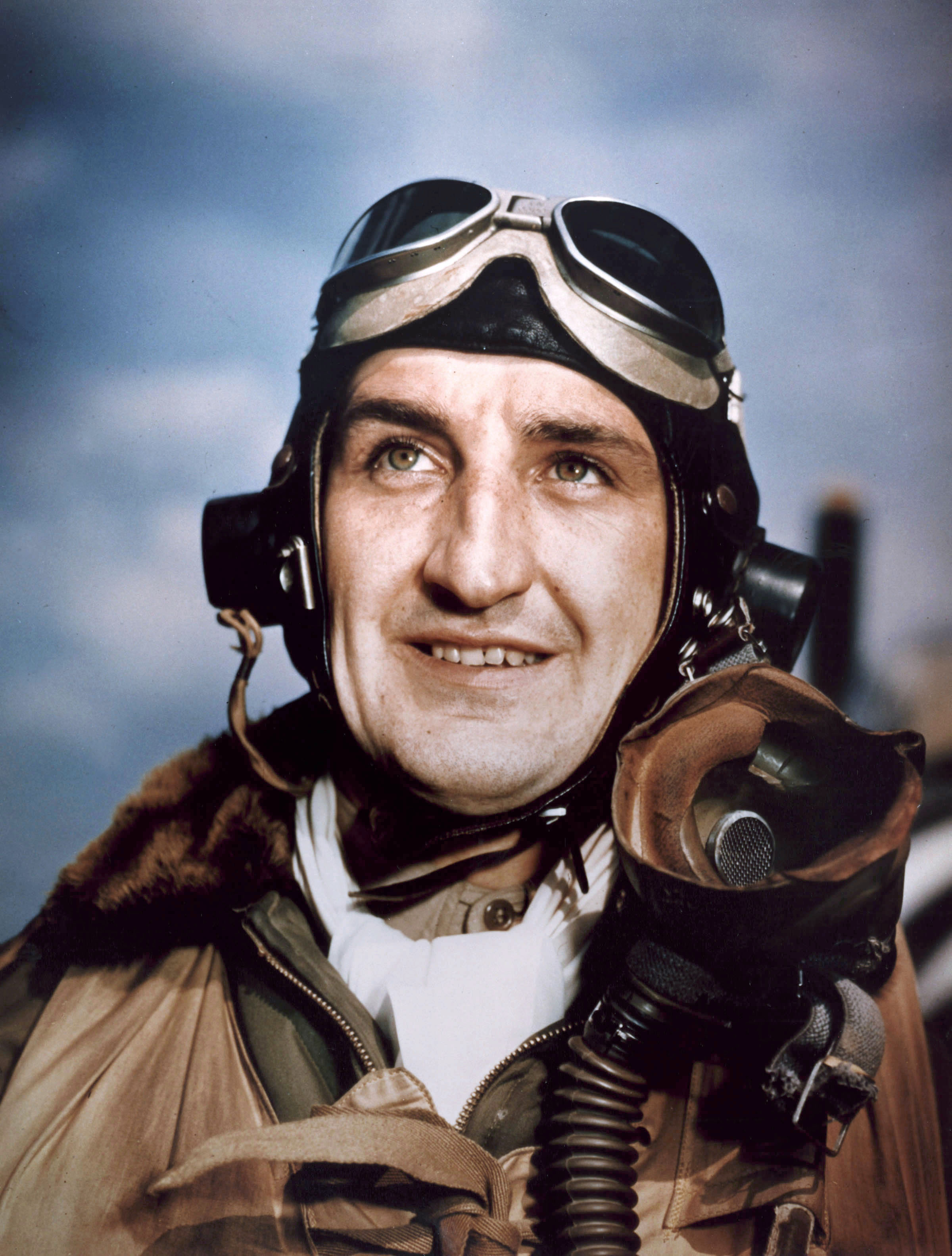
Francis Gabreski (28)

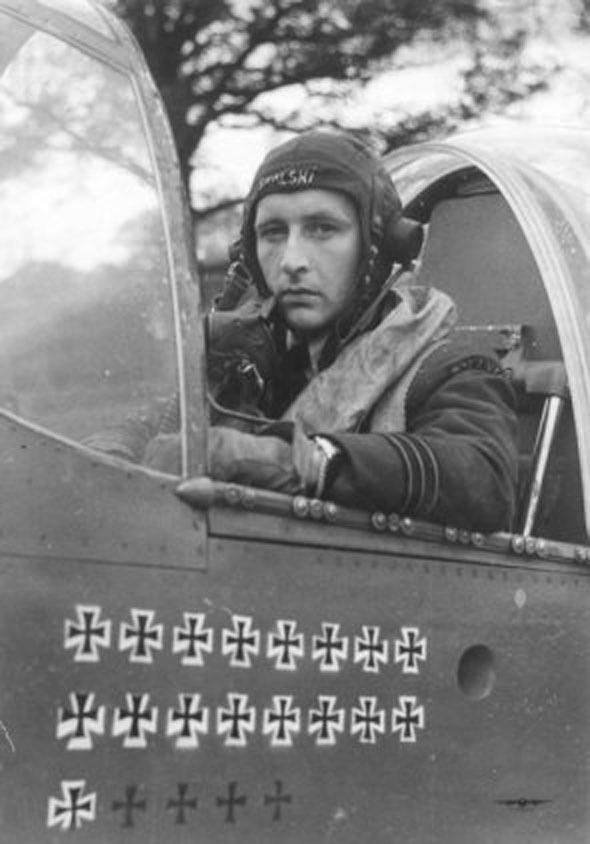
Stanisław Skalski (18 ^{11}/_{12})

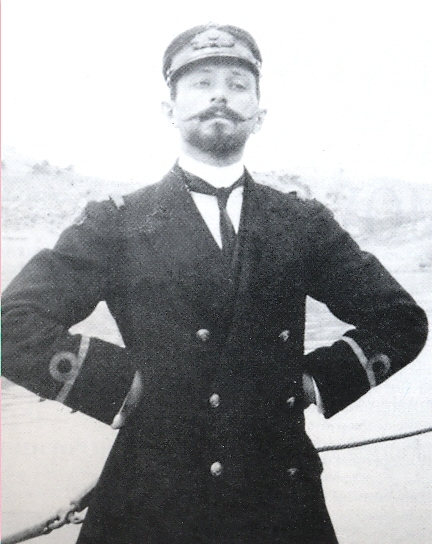
Aristidis Moraitinis (9)

As myśliwski – tytuł honorowy nadawany pilotom myśliwskim, którzy zestrzelili określoną liczbę samolotów nieprzyjaciela, zwykle co najmniej 5, lub nieoficjalne określenie takiego pilota.
System ewidencji zestrzeleń i swojego rodzaju rankingu pilotów, połączony z nadawaniem tytułów asa, powstał we Francji w czasie I wojny światowej, około 1916 – prawo do tytułu asa miał pilot, który zestrzelił 5 samolotów. Następnie system asów został przyjęty także przez inne kraje, czasami w zmodyfikowanej postaci. W Niemczech nie używano wówczas tego tytułu, chociaż prowadzono ewidencję zestrzeleń. W czasie I wojny światowej zmagania wybitnych pilotów i ich wyniki były wręcz obiektem zainteresowania publicznego, zwłaszcza we Francji i Niemczech.
Poniższe listy pilotów uporządkowane są według liczby zestrzelonych samolotów (podanej w nawiasach).

## Polscy pilociI wojny światowejbędący asami
| - Antoni Mroczkowski (9 + 1 w wojnie polsko-radzieckiej) - Donat Makijonek (8) - Mieczysław Garsztka (6) - Wiktor Komorowski (6) |  | - Franciszek Peter (6) - Stefan Stec (3 + 2 w walkach z Ukraińcami) |

## Polscy pilociII wojny światowejbędący asami
| - Stanisław Skalski (18 i 11/12) - Witold Urbanowicz (18+7 na ziemi) - Josef František (17) (Czech walczący w PSP) - Eugeniusz Horbaczewski (16½) - Bolesław Gładych (14+8 na ziemi) - Jan Zumbach (13) - Marian Pisarek (12) - Michał Maciejowski (10½) - Aleksander Gabszewicz (10½) - Mirosław Ferić (10 ⅓) - Aleksander Chudek (9) - Jan Falkowski (9) - Henryk Szczęsny - Antoni Głowacki (8 ⅓) - Wacław Król (8½) - Zdzisław Henneberg (8½) - Eugeniusz Szaposznikow - Witold Łokuciewski - Adolf Pietrasiak - Stanisław Brzeski - Henryk Pietrzak (7½) - Józef Jeka - Bolesław Drobiński |  | - Marian Bełc - Stanisław Karubin - Tadeusz Koc - Karol Pniak - Mieczysław Adamek - Wacław Łapkowski - Stefan Janus - Ludwik Paszkiewicz - Mieczysław Mümler - Kazimierz Rutkowski - Czesław Główczyński - Michał Cwynar - Stefan Witorzeńć (5½) - Bolesław Własnowolski - Franciszek Surma (5) - Tadeusz Nowierski - Stanisław Blok - Kazimierz Sporny - Grzegorz Sołogub - Jakub Bargiełowski - Jerzy Popławski |

## Inni pilociI wojny światowejbędący asami
| - Manfred von Richthofen (80) – Niemcy - René Fonck (75, nieoficjalnie ponad 100) – Francja - William Bishop (72) – Kanada - Edward Mannock (61) – Wielka Brytania - Raymond Collishaw (60 + 1 w wojnie domowej w Rosji) – Kanada - James McCudden (57) – Wielka Brytania - Andrew Beauchamp-Proctor (54) – Afryka Południowa - Donald MacLaren (54) – Kanada - Georges Guynemer (53) – Francja - William Barker (50) – Kanada - George McElroy (47) – Wielka Brytania - Robert Little (47) – Australia - Albert Ball (44) – Wielka Brytania - Charles Nungesser (43) – Francja - Thomas Falcon Hazell (43) – Wielka Brytania - Georges Madon (41, nieoficjalnie ponad 100) – Francja - Philip Fullard (40) – Wielka Brytania - Charles Gass (39) – Wielka Brytania - John Gilmour (39) – Wielka Brytania - William Lancelot Jordan (39) – Afryka Południowa - Alfred Atkey (38) – Kanada - William Gordon Claxton (37) – Kanada - Ira Jones (37) – Wielka Brytania - Joseph Fall (36) – Kanada - Maurice Boyau (35) – Francja - Godwin Brumowski (35) – Austro-Węgry - Frederick McCall (35) – Kanada - Henry Woollett (35) – Wielka Brytania - Michel Coiffard (34) – Francja - Samuel Kinkead (33) – Afryka Południowa - Frank Granger Quigley (33) – Kanada - Julius Arigi (32) – Austro-Węgry - Geoffrey Hilton Bowman (32) – Wielka Brytania - Roderic Dallas (32) – Australia - Andrew McKeever (31) – Kanada - Samuel Thompson (30) – Wielka Brytania - Charles Booker (29) – Wielka Brytania - Percy Clayson (29) – Wielka Brytania - Arthur Cobby (29) – Australia - Leonard Rochford (29) – Wielka Brytania - Léon Bourjade (28) – Francja - Albert Carter (28) – Kanada - Benno Fiala von Fernbrugg (28) – Austro-Węgry - John Gurdon (28) – Wielka Brytania - Reginald Hoidge (28) – Kanada - Dennis Latimer (28) – Wielka Brytania - Frank Linke-Crawford (27) – Austro-Węgry - Clifford McEwen (27) – Kanada - Thomas Middleton (27) – Wielka Brytania - Armand Pinsard (27) – Francja - Frank Soden (27) – Kanada - Arthur Whealy (27) – Kanada - Ronald Fletcher (26) – Wielka Brytania - William Harvey (26) – Wielka Brytania - Elwyn King (26) – Australia - Gerald Maxwell (26) – Wielka Brytania - Edward Rickenbacker (26) – Stany Zjednoczone - Silvio Scaroni (26) – Włochy - William Staton (26) – Wielka Brytania - William Thomson (26) – Kanada - Robert Compston (25) – Wielka Brytania - Pier Piccio (25) – Włochy - Arthur Rhys Davids (25) – Wielka Brytania - Stanley Rosevear (25) – Kanada - Peter Carpenter (24) – Wielka Brytania - Harry Luchford (24) – Wielka Brytania - Tom Noel (24) – Wielka Brytania - William Ernest Shields (24) – Kanada - James Slater (24) – Wielka Brytania - William Charles Campbell (23) – Wielka Brytania - René Dorme (23) – Francja - Matthew Frew (23) – Wielka Brytania - Gabriel Guerin (23) – Francja - Claude Haegelen (23) – Francja - Horace Lale (23) – Wielka Brytania - Alexander Pentland (23) – Australia - Harold Whistler (23) – Wielka Brytania - William Alexander (22) – Kanada - Thomas Harrison (22) – Afryka Południowa - George Hayward (22) – Wielka Brytania - Louis Jenkin (22) – Wielka Brytania - Cecil King (22) – Wielka Brytania - John Leacroft (22) – Wielka Brytania - Arthur Newland (22) – Wielka Brytania - Benjamin Roxburgh-Smith (22) – Wielka Brytania - Joseph White (22) – Kanada - Flavio Baracchini (21) – Włochy - Francis Cubbon (21) – Wielka Brytania - Harold Edwards (21) – Kanada - Alfred Heurtaux (21) – Francja - Charles Hickey (21) – Kanada - William John Charles Kennedy-Cochran-Patrick (21) – Wielka Brytania - Pierre Marinovitch (21) – Francja - Richard Maybery (21) – Wielka Brytania - Edgar McCloughry (21) – Australia - Richard Minifie (21) – Australia - George Thomson (21) – Wielka Brytania - Leonard Barlow (20) – Wielka Brytania - Douglas Bell (20) – Afryka Południowa - Fulco Ruffo di Calabria (20) – Włochy - Kenneth Conn (20) – Kanada - Albert Louis Deullin (20) – Francja - Francis Gillet (20) – Stany Zjednoczone - Edgar Johnston (20) – Australia - Camille Lagesse (20) – Kanada - Ian McDonald (20) – Wielka Brytania - Charles Ross (20) – Afryka Południowa - Walter Alfred Southey (20) – Wielka Brytania - Frederick Thayre (20) – Wielka Brytania - Horace Barton (19) – Afryka Południowa - Wilfred Beaver (19) – Stany Zjednoczone - Andrew Cowper (19) – Australia - Jacques Ehrlich (19) – Francja - Arthur Fairclough (19) – Kanada - Henri Hay de Slade (19) – Francja |  | - Cedric Howell (19) – Australia - Josef Kiss (19) – Austro-Węgry - Harold Albert Kullberg (19) – Stany Zjednoczone - Bernard Barny de Romanet (18) – Francja - James Belgrave (18) – Wielka Brytania - Franz Gräser (18) – Austro-Węgry - William Lambert (18) – Stany Zjednoczone - Frank Luke (18) – Stany Zjednoczone - George MacKay (18) – Kanada - William Molesworth (18) – Wielka Brytania - Maurice Newnham (18) – Wielka Brytania - John Todd (18) – Wielka Brytania - John Trollope (18) – Wielka Brytania - Alfred Williams Carter (17) – Kanada - Marziale Cerutti (17) – Włochy - Stearne Edwards (17) – Kanada - Carl Falkenberg (17) – Kanada - George Gibbons (17) – Wielka Brytania - Fred Holliday (17) – Australia - August Iaccaci (17) – Stany Zjednoczone - Paul Iaccaci (17) – Stany Zjednoczone - Edward Johnstone (17) – Wielka Brytania - Reginald Makepeace (17) – Wielka Brytania - John Pinder (17) – Wielka Brytania - Ferruccio Ranza (17) – Włochy - Josef Schwendemann (17) – Niemcy - Edwin Swale (17) – Wielka Brytania - Edmund Tempest (17) – Wielka Brytania - Walter Tyrrell (17) – Wielka Brytania - Eugen Bonsch (16) – Austro-Węgry - Jean Chaput (16) – Francja - Raoul Lufbery (16) – Stany Zjednoczone - Stefan Fejes (16) – Austro-Węgry - Jean Sardier (16) – Francja - Elliot Springs (16) – Stany Zjednoczone - Ernst Strohschneider (15) – Austro-Węgry - Armand de Turenne (15) – Francja - Jean-Paul Ambrogi (14) – Francja - Omer Demeuldre (13) – Francja - Hector Garaud (13) – Francja - Johannes Janzen (13) – Niemcy - Wilfrid May (13) – Stany Zjednoczone - Maurice Nogues (13) – Francja - David Putnam (13) – Stany Zjednoczone - George Vaughn (13) – Stany Zjednoczone - Henry Artigau (12) – Francja - Frank Baylies (12) – Stany Zjednoczone - Jean Casale (12) – Francja - Gustave Daladier (12) – Francja - Ferdinand Guyou (12) – Francja - Adolf Heyrowski (12) – Austro-Węgry - Marcel Hugues (12) – Francja - Lucien Jailler (12) – Francja - Field Kindley (12) – Stany Zjednoczone - Jacques Leps (12) – Francja - Jean Navarre (12) – Francja - Luigi Olivari (12) – Włochy - Xavier de Sevin (12) – Francja - Iwan Smirnow (12) – Rosja - Paul Tarascon (12) – Francja - Paul Waddington (12) – Francja - Giovanni Ancillotto (11) – Włochy - Jean Bozon-Verduraz (11) – Francja - Kurt-Bertram von Döring (11) – Niemcy - Kurt Gruber (11) – Austro-Węgry - Fritz Loerzer (11) – Niemcy - Andre de Meulemeester (11) – Belgia - René Montrion (11) – Francja - Reinhold Poss (11) – Niemcy - Antonio Reali (11) – Włochy - Michał Safonow (11) – Rosja - Borys Siergiejewski (11) – Rosja - Eduard Thomson (11) – Rosja - Arthur Roy Brown (10) – Kanada - Reed Landis (10) – Stany Zjednoczone - John Malone (10) – Stany Zjednoczone - Friedrich Navratil (10) – Austro-Węgry - Raoul Stojsavljević (10) – Austro-Węgry - Jacques Swaab (10) – Stany Zjednoczone - Edmond Thieffry (10) – Belgia - Ernst von Althaus (9) – Niemcy - Paul Baer (9) – Stany Zjednoczone - Gottfried von Banfield (9) – Austro-Węgry - Otto Jindra (9) – Austro-Węgry - Georg von Kenzian (9) – Austro-Węgry - Egon Koepsch (9) – Niemcy - Aristidis Moraitinis (9) – Grecja - Grigorij Suk (9) – Rosja - Paul Achilles (8) – Niemcy - Dieudonné Costes (8) – Francja - Karl Kaszala (8) – Austro-Węgry - Jindřich Kostrba (8) – Austro-Węgry - John McCudden (8) – Wielka Brytania - Wolfram von Richthofen (8) – Niemcy - Ferdinand Udvardy (8) – Austro-Węgry - Frank Hale (7) – Stany Zjednoczone - Lanoe Hawker (7) – Wielka Brytania - Andreas Dombrowski (6) – Austro-Węgry - Robert Hildebrandt (6) – Niemcy - Hans Imelmann (6) – Niemcy - Iwan Orłow (6) – Rosja - Kurt Student (6) – Niemcy - Olgierd Teter (6) – Rosja - Iwan Bagrownikow (5) – Rosja - Charles Borzecki (5) – Francja - Wiktor Fiedorow (5) – Rosja - Werner Junck (5) – Niemcy - Nikołaj Kokorin (5) – Rosja - Jan Mahlapu (5) – Rosja - Aleksander Piszwanow (5) – Rosja - Eduard Pulpe (5) – Rosja - Wiktor Utgow (5) – Rosja - Martin Zander (5) – Niemcy |

## Niektórzy pilociII wojny światowejbędący asami
| - Erich Hartmann (352) – Niemcy - Gerhard Barkhorn (301) – Niemcy - Günther Rall (274) – Niemcy - Otto Kittel (267) – Niemcy - Walter Nowotny (258) – Niemcy - Wilhelm Batz (237) – Niemcy - Erich Rudorffer (222) – Niemcy - Heinrich Bär (221) – Niemcy - Hermann Graf (212) – Niemcy - Heinrich Ehrler (209) – Niemcy - Theodor Weissenberger (208) – Niemcy - Hans Philipp (206) – Niemcy - Walter Schuck (206) – Niemcy - Anton Hafner (204) – Niemcy - Helmut Lipfer (203) – Niemcy - Walter Krupinski (197) – Niemcy - Anton Hackl (192) – Niemcy - Joachim Brendel (189) – Niemcy - Max Stotz (189) – Niemcy - Joachim Kirschner (188) – Niemcy - Kurt Braendle (180) – Niemcy - Johannes Steinhoff (176) – Niemcy - Ernst Wilhelm Reinert (174) – Niemcy - Hans-Joachim Marseille (158) – Niemcy - Gordon Gollob (150) – Niemcy - Franz Schall (137) – Niemcy - Rudolf Rademacher (126) – Niemcy |  | - Heinz-Wolfgang Schnaufer (121) – Niemcy - Adolf Galland (104) – Niemcy - Günther Lützow (103 + 5 w czasie wojny domowej w Hiszpanii) – Niemcy - Hiroyoshi Nishizawa (103) – Japonia - Werner Schroer (102) – Niemcy - Werner Mölders (101 + 14 w czasie wojny domowej w Hiszpanii) – Niemcy - Ilmari Juutilainen (94) – Finlandia - Tetsuzo Iwamoto (80) – Japonia - Erbo Graf von Kageneck (67) – Niemcy - Saburō Sakai (64) – Japonia - Kurt Welter (63) – Niemcy - Iwan Kożedub (62) – Związek Radziecki - Constantin Cantacuzene (60) – Rumunia - Aleksander Pokryszkin (59) – Związek Radziecki - Nikołaj Gułajew (57) – Związek Radziecki - Eino Luukkanen (56) – Finlandia - Grigorij Reczkałow (56) – Związek Radziecki - Kiriłł Jewstigniejew (53) – Związek Radziecki - Egmont Prinz zur Lippe-Weißenfeld (51) – Niemcy - Marmaduke Pattle (51) – Związek Południowej Afryki (Commonwealth) - Alexandru Şerbănescu (47) – Rumunia - Richard Bong (40) – Stany Zjednoczone - David McCampbell (34) – Stany Zjednoczone - Pierre Clostermann (33) – Francja - Adolph Malan (32) – Związek Południowej Afryki (Commonwealth) - George Beurling (31 1/3) – Kanada - Francis Gabreski (31) – Stany Zjednoczone (z pochodzenia Polak) - Borys Kowzan (28) – Związek Radziecki - Marcel Albert (23) – Francja (Pułk Lotnictwa Myśliwskiego Normandia-Niemen) |

## Asy myśliwskie z okresu po drugiej wojnie światowej
| - Nikołaj Sutiagin (22) – Związek Radziecki, wojna koreańska - Jewgienij Piepielajew (20) – Związek Radziecki, wojna koreańska - Gijjora Epstein (17) – Izrael, wojny z państwami arabskimi - Amir Nachumi (14) – Izrael, wojny z państwami arabskimi - Dmitrij Ośkin (14) – Związek Radziecki, wojna koreańska - Jisrael Baharaw (12) – Izrael, wojny z państwami arabskimi - George Andrew Davis (14) – Stany Zjednoczone, wojna koreańska |  | - Jiftach Spektor (12) – Izrael, wojny z państwami arabskimi - Harold Fischer (10) – Stany Zjednoczone, wojna koreańska - Muhammad Mahmud Alam (9) – Pakistan, wojna indyjsko-pakistańska - Nguyễn Văn Cốc (9) – Wietnam Północny, wojna wietnamska - Zhao Baotong (9) – Chińska Republika Ludowa, wojna koreańska - Ran Pecker (8) – Izrael, wojny z państwami arabskimi - Charles B. DeBellevue (6) – Stany Zjednoczone, wojna wietnamska |